# Jokela
Jokela er en finsk by med ca. 5.300 indbyggere beliggende i Tuusula kommune i landskapet Nyland i Sydfinlands len.
Byen kom i massemediernes søgelys 7. november 2007 efter skuddramaet på Jokelaskolen, en kommunal gymnasieskole i byen.
60°33′10″N 24°57′59″Ø / 60.55264°N 24.96631°Ø